# Mandy Rose
 (juillet 2021).
Amanda Saccomanno (née le 18 juillet 1990 dans le Comté de Westchester) est une catcheuse (lutteuse professionnelle) américaine. Elle est connue pour son travail à la World Wrestling Entertainment, sous le nom de Mandy Rose.
Elle se fait d'abord connaître comme pratiquante de body fitness et remporte deux concours de la World Bodybuilding Fitness & Fashion.
Elle commence sa carrière à la WWE en 2015, dans l'émission de téléréalité WWE Tough Enough où elle termine en deuxième position. Par la suite, elle signe un contrat avec la fédération et rejoint le casting de la saison 5 de Total Divas, produit par la WWE et la chaîne E!. Elle rejoint les émissions principales de la WWE en novembre 2017 où elle intègre le clan Absolution de Paige, avec Sonya Deville. Après la retraite des rings de Paige le 9 avril 2018 à Raw, Sonya Deville et elle forment une équipe intitulée Fire & Desire, jusqu'à leur séparation le 3 avril 2020 à SmackDown, à la suite de la trahison de sa désormais ex-coéquipière.

## Jeunesse
Amanda Saccomanno est née et a grandi dans le Comté de Westchester qui se trouve dans l'État de New York. Elle est d'origine italienne et irlandaise et a trois frères aînés. Elle étudie au Yorktown High School, où elle fait de la danse. Elle étudie ensuite au Iona College et quitte l'université avec un bachelor en orthophonie,.
Après ses études, elle participe à des concours de body fitness organisé par la World Bodybuilding Fitness & Fashion (WBFF). Elle remporte la catégorie bikini à Boston en juillet 2013 puis le championnat du monde WBFF en 2014,.

## Carrière

### World Wrestling Entertainment (2015-2022)

#### Tough Enough (2015)
Amanda Saccomanno fait partie des concurrents de la 6e saison de WWE Tough Enough, qui commence à être diffusée en juin 2015,. Elle allait se faire éliminer le 28 juillet mais a été sauvé par le juge, The Miz. Lors de la finale, elle a pris le nom de Mandy Rose, a perdu un match contre Alicia Fox, et a fini la compétition à la deuxième place. Les gagnants sont Sara Lee et Josh Bredi,.

#### NXT (2015-2017)

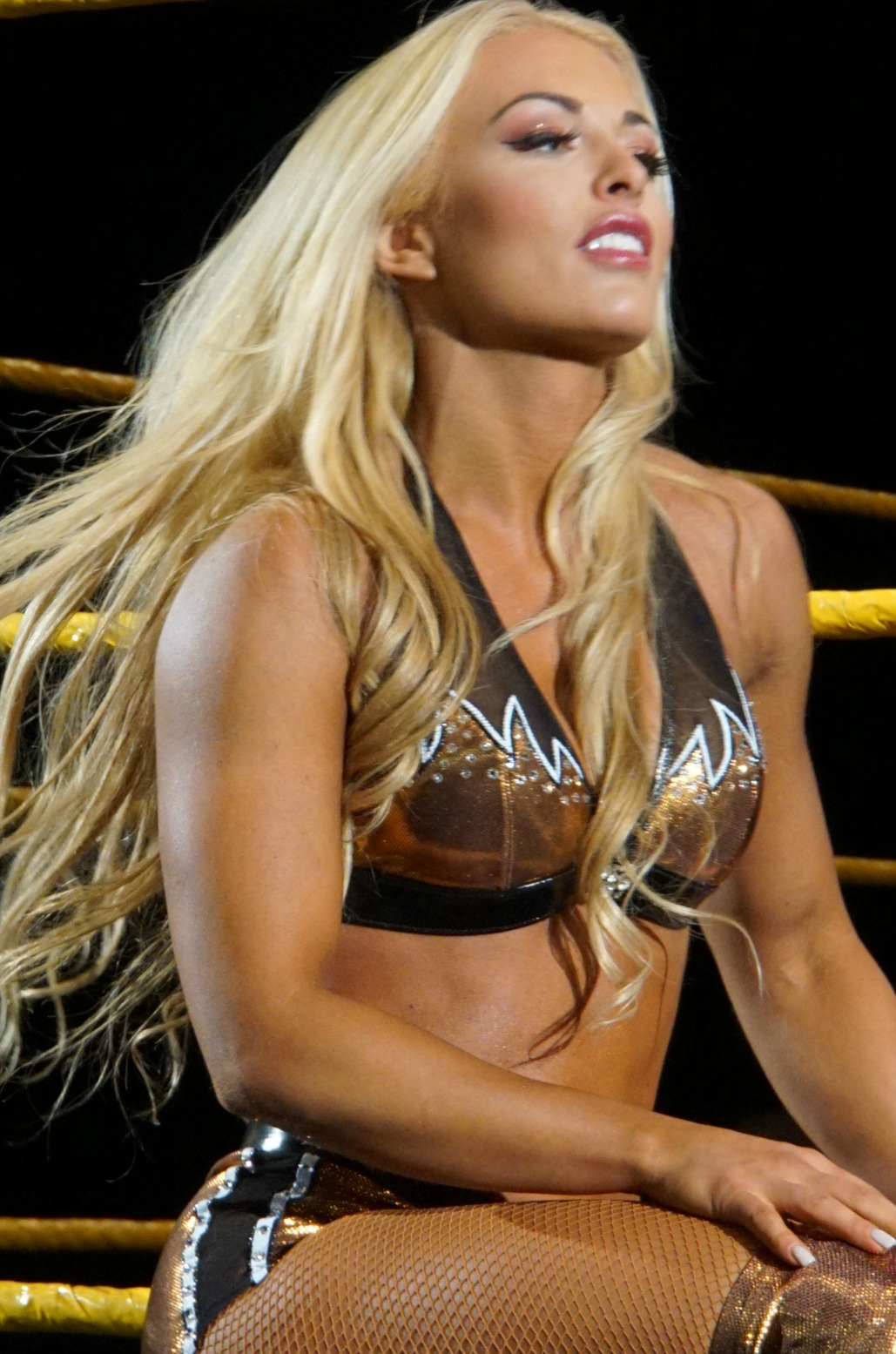
Mandy Rose à NXT, en avril 2016.

Après Tough Enough, Rose a signé un contrat de cinq ans avec la World Wrestling Entertainment (WWE),. Elle rejoint NXT, l'émission club-école de la WWE. Elle fait ses débuts le 30 janvier 2016, dans un six-women Tag Team match, lors d'un house show. Elle fait ses débuts télévisés lors de l'épisode de NXT du 17 août 2016, dans un six-women Tag Team match avec Daria Berenato et Alexa Bliss, où elles ont été battues par Carmella, Nikki Glencross et Liv Morgan. Le 28 septembre, Rose perd son premier match télévisé, contre Ember Moon. Il s'agit là de sa dernière apparition à NXT.

#### Début dans le roster principal àRawet Absolution (2017-2018)
Le 20 novembre 2017 à Raw, elle rejoint le clan Absolution, composé de Paige et Sonya Deville. Les trois catcheuses effectuent un Heel Turn et attaquent Sasha Banks, Mickie James, Bayley et la championne de Raw, Alexa Bliss.
Le 28 janvier 2018 au Royal Rumble, elle entre dans le tout premier Royal Rumble match féminin en 4e position, mais se fait éliminer par Lita. Le 25 février à Elimination Chamber, elle ne remporte pas le titre féminin de Raw, battue par Alexa Bliss dans le tout premier Elimination Chamber match féminin de l'histoire, qui inclut également Bayley, Mickie James, Sasha Banks et Sonya Deville.
Le 8 avril lors du pré-show à WrestleMania 34, elle ne remporte pas la première Women's Battle Royal, gagnée par Naomi. Le 9 avril à Raw, elle bat Sasha Banks. Après le match, Paige annonce qu'elle se retire des rings, ce qui met fin au groupe Absolution.

#### Draft àSmackDown Live, Fire & Desire, dissolution de l'équipe et alliance avec Otis (2018-2020)

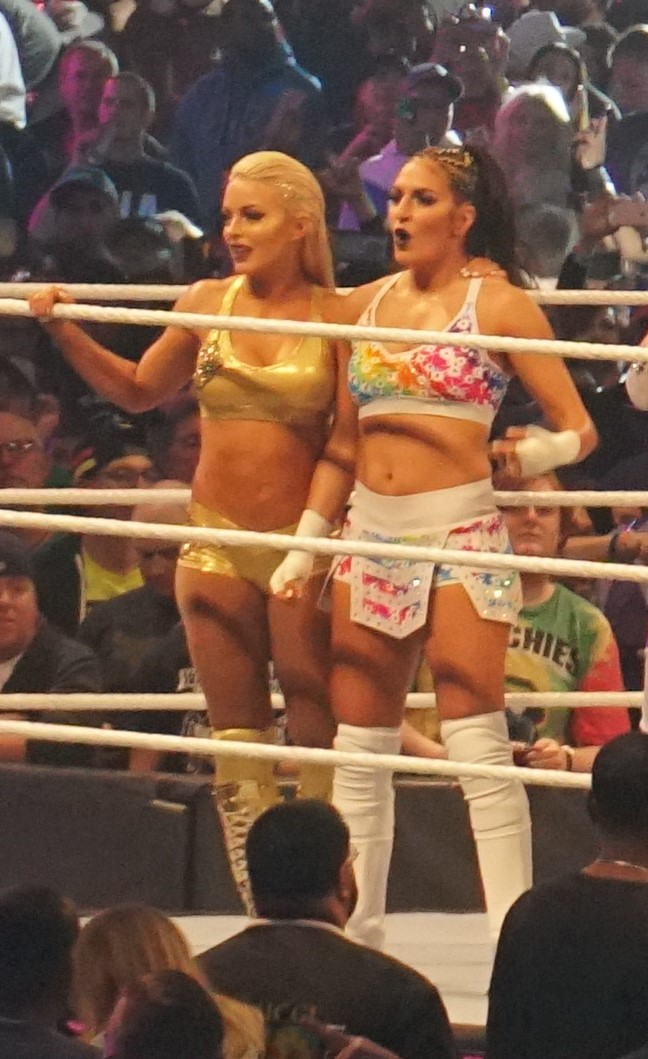
Mandy Rose (gauche) et Sonya Deville (droite) à WrestleMania 34 en avril 2018

Le 17 avril à SmackDown Live, lors du Superstar Shake-Up, Sonya Deville et elle sont officiellement transférées au show bleu et se font désormais appeler Fire & Desire.
Le 28 octobre à Evolution, elles ne remportent pas la Woman's Battle Royal, gagnée par Nia Jax, et ne deviennent pas aspirantes no 1 à un titre féminin. Le 18 novembre aux Survivor Series, l'équipe SmackDown, dont elles font partie, perd face à celle de Raw dans leur premier Women's 5-on-5 Traditional Survivor Series Elimination Tag Team match.
Le 27 janvier 2019 au Royal Rumble, elle entre dans le Women's Royal Rumble match en 3e position, élimine Naomi avant d'être elle-même éliminée par cette dernière après 26 minutes de match. Le 17 février à Elimination Chamber, sa partenaire et elle ne deviennent pas les premières championnes par équipes de l'histoire, battues par la Boss'n'Hug Connection dans un Women's Elimination Chamber Tag Team match. Le 10 mars à Fastlane, elle ne remporte pas le titre féminin de SmackDown, battue par Asuka.
Le 7 avril lors du pré-show à WrestleMania 35, son équipière et elle ne remportent pas la Women's Battle Royal, gagnée par Carmella. Le 19 mai à Money in the Bank, elle participe à son premier Women's Money in the Bank Ladder match, mais ne remporte pas la mallette, gagnée par Bayley.
Le 5 août à Raw, les deux catcheuses ne remportent pas les ceintures, battues par Alexa Bliss et Nikki Cross dans un Fatal 4-Way Elimination Tag Team match qui inclut également les Kabuki Warriors (Asuka et Kairi Sane) et les ex-championnes, les IIconics. Le 15 septembre à Clash of Champions, elles ne remportent pas les ceintures, rebattues par leurs mêmes adversaires.
Le 26 janvier 2020 au Royal Rumble, elle entre dans le Women's Royal Rumble match en 8e position, élimine Mercedes Martinez avec l'aide de sa partenaire avant d'être elle-même éliminée par Bianca Belair après 9 minutes de match.
Le 3 avril à SmackDown, sa coéquipière et elle interrompent le tabassage de Dolph Ziggler sur Tucker et un pirate du glitch révèle ensuite que c'est sa propre partenaire qui a envoyé les messages à Otis à sa place pour annuler leur rendez-vous et élaboré un plan avec The ShowOff pour briser sa storyline amoureuse naissante avec le troisième catcheur, ce qui provoque la séparation du duo. 2 soirs plus tard à WrestleMania 36, elle fait son apparition durant le match entre Otis et Dolph Ziggler, effectue un Face Turn, car gifle son ex-équipière, porte un Low Blow sur le second catcheur et permet au premier de gagner le combat. Après la rencontre, Otis et elle s'échangent un baiser.
Le 23 août à SummerSlam, elle bat Sonya Deville dans un No Disqualification match et contraint son adversaire à quitter la compagnie.

#### Retour àRawet alliance avec Dana Brooke (2020-2021)
Le 8 octobre à SmackDown, lors du Draft, elle est annoncée être officiellement transférée à Raw par Stephanie McMahon. 16 soirs plus tard à Raw, elle s'allie officiellement avec Dana Brooke et les deux catcheuses sont ajoutées dans l'équipe féminine du show rouge pour les Survivor Series par Adam Pearce. Le 17 novembre, elles sont toutes deux blessées et remplacées par Lacey Evans et Peyton Royce. Le 14 décembre à Raw, elle fait son retour de blessure, vient en aide à sa coéquipière qui est attaquée par Nia Jax et Shayna Baszler après sa victoire sur la seconde catcheuse par disqualification et est soutenue par Asuka.
Le 31 janvier 2021 au Royal Rumble, elle entre dans le Women's Royal Rumble match en 22e position, élimine Alicia Fox avant d'être elle-même éliminée par Rhea Ripley après 4 minutes de match.
Le 10 avril à WrestleMania 37, sa partenaire et elle ne deviennent pas aspirantes no 1 aux ceintures féminines par équipes pour le lendemain, battues par Natalya et Tamina dans un Tag Team Turmoil match (éliminées par The Riott Squad (Ruby Riott et Liv Morgan)). Le 20 juin lors du pré-show à Hell in a Cell, elle perd face à la catcheuse canadienne par soumission.

#### Retour àNXT, Toxic Attraction, championne deNXTet deNXT UKet licenciement (2021-2022)
Le 13 juillet à NXT, elle fait son retour dans le show jaune et observe Sarry battre Gigi Dolin. Le 24 août à NXT, elle effectue un Heel Turn, s'allie avec Gigi Dolin et Jacy Jayne et créé le clan Toxic Attraction.
Le 26 octobre à NXT: Halloween Havoc, elle devient la nouvelle championne de la NXT en battant Raquel González dans un Trick or Street Fight match, remporte le titre pour la première fois de sa carrière et son premier titre personnel. Le 5 décembre à NXT TakeOver: WarGames, Dakota Kai, ses partenaires et elle perdent face à Cora Jade, Io Shirai, Raquel González et Kay Lee Ray dans son tout premier Women's WarGames match.
Le 2 avril 2022 à NXT TakeOver: Stand & Deliver, elle conserve son titre en battant Cora Jade, Io Shirai et Raquel González dans un Fatal 4-Way match.
Le 4 septembre à Worlds Collide, elle conserve son titre et devient la nouvelle championne de NXT UK en battant Meiko Satomura et Blair Davenport dans un Triple Threat match, remporte le titre pour la première fois de sa carrière, devient double championne et unifie les deux titres.
Le 13 décembre à NXT, elle ne conserve pas sa ceinture, battue par Roxanne Perez. Le lendemain, elle est licenciée de la compagnie, à la suite de photos indécentes qu'elle a postées sur le réseau social FanTime.

## Vie privée
En avril 2018, elle a révélé qu'elle est en couple avec son collègue catcheur indépendant Sabatino Piscitelli, mieux connu sous le nom de ring Tino Sabbatelli. Ils se sont fiancés en septembre 2022.

## Palmarès

### Comme pratiquante de body fitness
- World Bodybuilding Fitness & Fashion (WBFF)
  -  Catégorie bikini au WBFF de Boston en 2013
  -  Catégorie bikini au championnat du monde WBFF en 2014

### En tant que catcheuse
- World Wrestling Entertainment  (WWE)
  - 1 fois championne féminine de la NXT
  - 1 fois Championne de NXT UK (dernière)

## Récompenses des magazines
- Pro Wrestling Illustrated

| Année | 2018 | 2019 | 2020 à 2021 | 2022 |
| ----- | ---- | ---- | ----------- | ---- |
| Rang  | 69   | 67   | Non classée | 21   |